# 福田亘
福田 亘（、1964年〈昭和39年〉4月7日 - ）は、日本の俳優、スーツアクター。

## 来歴
大阪府出身。キャラクターショーや時代劇の切られ役などを経て、『ゴジラvsキングギドラ』（1991年）以降ゴジラシリーズを始めとする東宝特撮作品にスーツアクターとして参加。特に90年代中ごろでは、ロボット系キャラクターを演じることが多かった。

## 人物
『vsギドラ』では、特技監督の川北紘一から演技を酷評されていたため、『ゴジラvsメカゴジラ』（1993年）で再び起用されたのは意外であったという。
超星神シリーズで共演したスーツアクターの田井和彦は、ベテランの福田が上下の別け隔てなく話しかけてくれたので現場に馴染めたと語っている。

## 出演作品

### キャラクターショー
- スーパー戦隊ファイナルライブツアー (2003~2012)、 演出、アクション監督
- インドネシア、タイ、マレーシア、フィリピン、香港 等海外ショー、演出、アクション監督
- 十年祭、仮面ライダーファイナルステージ、等その他多数出演

### テレビドラマ
- 乳姉妹 (1985年)
- セーラー服通り  (1986年)

- ベイシティ刑事  (1987年)
- プロゴルファー祈子  (1988年)
- 君の瞳をタイホする  (1988年)
- スクールウォーズ２  (1990年)
- 女ねずみ小僧  (1990年)
- もう誰も愛さない  (1991年)　‐吉田栄作スタントダブル
- 大江戸捜査網  (1991～1992年)
- 刑事貴族２  (1991年)
- 西遊記  (1994年)　第7話  馬頭夜叉丸
- 妹よ　(1994年)
- 金田一少年の事件簿  (1995年)　第１話,第２話
- 木曜の怪談  (1996年）怪奇倶楽部　第５話「ミイラの呪い」- ミイラ
- 木曜の怪談  (1996年）魔法のキモチ
- さむらい探偵事件簿  (1996年)
- 銀狼怪奇ファイル　(1996年)
- 竜馬におまかせ！ (1996年)
- 木曜の怪談ファイナル  (1997年）タイムキーパーズ　‐ 東 幹久スタントダブル
- 踊る大捜査線  (1997年)
- D×D  (1997年)
- 木曜の怪談97’　(1997年) 悪霊学園
- 御家人斬九郎   (1998年)
- 剣客商売  (1998年)  藤田まこと版
- 偽りの花園  (2006年)  アクション監督
- オリンピックの身代金  (2013年)　- 松山ケンイチ　15ｍ飛び降りスタント
- 大河ドラマ　花の乱　炎立つ　太平記　他
- その他多数出演

### Vシネマ
- クライムハンターシリーズ  (1989年)
- 青いジャガー
- ボディガード牙
- ワル２、３、４
- 武闘派仁義Ⅰ、Ⅱ
- 仁義シリーズ
- 雀鬼シリーズ
- 首領への道シリーズ
- その他多数出演

### 特撮
- 超星神グランセイザー（2003年） - セイザーレムルズ[2][6]、ロギアX[6]、セイザータリアス（代役）[6]
- 幻星神ジャスティライザー（2004年） - ライザーガント[2][6]
- 超星艦隊セイザーX （2005年） - シャークセイザー[2][6]、怪人ドルピックの声（第15話）[6]
- 劇場版超星艦隊セイザーX 戦え！星の戦士たち（2005年）

### 映画
- 天使行動  (1987年）香港映画　‐ 西城秀樹スタントダブル
- 湘南爆走族  (1987年)

- 嵐が丘  (1988年)
- 悪魔の毒々モンスター東京へ行く  (1989年)
- 咬みつきたい  (1991年)
- 幕末純情伝  (1991年)
- 大病人  (1993年)  - 三國連太郎スタントダブル
- ノストラダムス戦慄の啓示  (1994年)

- ゴジラシリーズ
  - ゴジラvsキングギドラ（1991年） - ゴジラザウルス[出典 2]
  - ゴジラvsメカゴジラ（1993年） - メカゴジラ[出典 3]
  - ゴジラvsスペースゴジラ（1994年） - モゲラ[出典 3]
- ヤマトタケル（1994年） - ウツノイクサガミ[出典 1]
- 藪の中  (1996年) 　殺陣
- FULL METAL極道  (1997年）
- 岸和田少年愚連隊  (1997年）
- 仮面ライダー×スーパー戦隊 スーパーヒーロー大戦（2012年）-仮面ライダー龍騎
- その他多数出演